# Revolution Girl Style Now!
Revolution Girl Style Now! è stato il primo lavoro del gruppo riot grrrl americano Bikini Kill. Si tratta di una produzione indipendente del 1991.

## Tracce
1. Candy
2. Daddy's Little Girl
3. Feels Blind
4. Suck My Left One
5. Carnival
6. This Is Not A Test
7. Double Dare Ya
8. Liar